# Alstonit
Alstonit ist ein selten vorkommendes Mineral aus der Mineralklasse der „Carbonate und Nitrate“ mit der chemischen Zusammensetzung BaCa[CO3]2 und damit chemisch gesehen ein Barium-Calcium-Carbonat.
Alstonit kristallisiert im triklinen Kristallsystem und findet sich überwiegend in Form pseudo-orthorhombischer und pseudohexagonaler, dipyramidaler Kristallzwillinge. Erkennbar sind diese meist durch gestreifte Kristallflächen rechtwinklig der pseudohexagonalen c-Achse aufgrund der Bildung von medialen Wiederholungszwillingen in dieser Richtung. In reiner Form ist Alstonit farblos und durchsichtig mit glasähnlichem Glasglanz auf den Kristallflächen. Durch vielfache Lichtbrechung aufgrund von Gitterfehlern oder polykristalliner Ausbildung kann er aber auch weiß erscheinen und durch Fremdbeimengungen eine graue, beige (cremefarbene) oder hellrosa Farbe annehmen, wobei die Transparenz entsprechend abnimmt.
Mit einer Mohshärte von 4 bis 4,5 entspricht Alstonit in etwa dem Referenzmineral Fluorit, lässt sich allerdings nicht ganz so leicht mit dem Taschenmesser ritzen.

## Etymologie und Geschichte

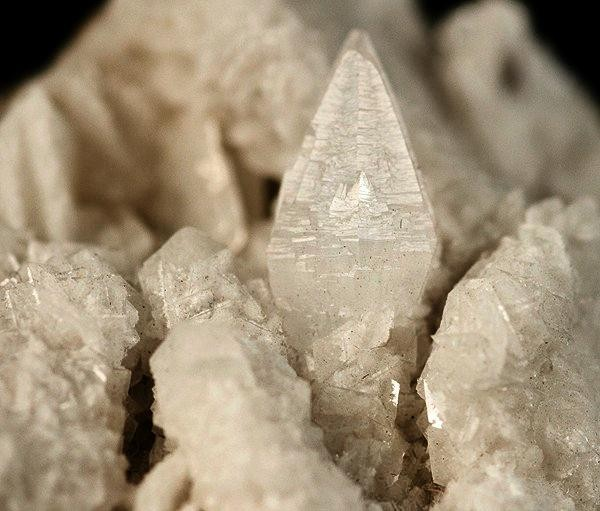
Pseudohexagonal-dipyramidaler Alstonit auf Baryt aus der Typlokalität „Brownley Hill Mine“, Alston Moor, England (Gesamtgröße: 4,3 × 3,4 × 3,0 cm)

Erstmals entdeckt wurde Alstonit in der „Brownley Hill Mine“ bei Nenthead (Kreis Alston Moor) in der Grafschaft Cumbria sowie in der „Fallowfield Mine“ bei Acomb in der Grafschaft Northumberland im Landesteil England des Vereinigten Königreichs (UK). Beschrieben wurde das Mineral 1841 durch August Breithaupt, der es nach seiner ersten Typlokalität Alston Moor benannte.
Alstonit war bereits vor der Gründung der International Mineralogical Association (IMA) bekannt und als eigenständiges Mineral anerkannt, was ohne Prüfung durch deren Kommission CNMNC übernommen wurde (G = grandfathered). Aufgrund seiner chemischen Zusammensetzung wird Alstonit je nach Quelle jedoch gelegentlich auch als Mischkristall zwischen Aragonit (Ca[CO3]) und Witherit (Ba[CO3]) oder als Aragonit-Varietät (Bariumaragonit mit bis zu 50 % BaCO3) angesehen.
Das Typmaterial des Minerals wird unter anderem in der Bergakademie Freiberg in Sachsen, Deutschland aufbewahrt (Register-Nr. 15818).

## Klassifikation
In der veralteten 8. Auflage der Mineralsystematik nach Strunz gehörte der Alstonit zur gemeinsamen Mineralklasse der „Nitrate, Carbonate und Borate“ und dort zur Abteilung der „Wasserfreien Carbonate [CO3]2− ohne fremde Anionen“, wo er zusammen mit Aragonit, Cerussit, Strontianit und Witherit die „Aragonitgruppe“ mit der System-Nr. Vb/A.04 bildete.
Im zuletzt 2018 überarbeiteten und aktualisierten Lapis-Mineralienverzeichnis nach Stefan Weiß, das sich aus Rücksicht auf private Sammler und institutionelle Sammlungen noch nach dieser alten Form der Systematik von Karl Hugo Strunz richtet, erhielt das Mineral die System- und Mineral-Nr. V/B.04-50. In der „Lapis-Systematik“ entspricht dies ebenfalls der Abteilung „Wasserfreie Carbonate [CO3]2−, ohne fremde Anionen“, wo Alstonit zusammen mit Aragonit, Barytocalcit, Cerussit, Olekminskit, Paralstonit, Strontianit und Witherit die „Aragonitgruppe“ bildet.
Auch die von der International Mineralogical Association (IMA) zuletzt 2009 aktualisierte 9. Auflage der Strunz’schen Mineralsystematik ordnet den Alstonit in die Abteilung der „Carbonate ohne zusätzliche Anionen; ohne H2O“ ein. Diese ist allerdings weiter unterteilt nach der Zugehörigkeit der Kationen zu bestimmten Elementfamilien, so dass das Mineral entsprechend seiner Zusammensetzung in der Unterabteilung „Erdalkali- (und andere M2+) Carbonate“ zu finden ist, wo es als einziges Mitglied die unbenannte Gruppe 5.AB.35 bildet.
Die vorwiegend im englischen Sprachraum gebräuchliche Systematik der Minerale nach Dana ordnet den Alstonit wie die veraltete, Strunz’sche Systematik in die gemeinsame Klasse der „Nitrate, Carbonate und Borate“ und dort in die Abteilung der „Wasserfreie Carbonate“ ein. Hier ist er als einziges Mitglied in der unbenannten Gruppe 14.02.05 innerhalb der Unterabteilung „Wasserfreie Carbonate mit der Formel A+B2+(CO3)2“ zu finden.

## Kristallstruktur
Alstonit kristallisiert triklin in der Raumgruppe C1 (Raumgruppen-Nr. 1, Stellung 2) oder C1 (Nr. 2, Stellung 3) mit den Gitterparametern a = 30,14 Å; b = 17,40 Å; c = 6,12 Å; α = 90°; β = 90° und γ = 90° sowie 24 Formeleinheiten pro Elementarzelle.

## Eigenschaften
Unter UV-Licht zeigen manche Alstonite eine gelbe Fluoreszenz, ähnlich der von neonfarbenen Textmarkern.

## Modifikationen und Varietäten
Die Verbindung BaCa[CO3]2 ist trimorph und kommt in der Natur neben dem triklin kristallisierenden Alstonit noch als monoklin kristallisierender Barytocalcit und als trigonal kristallisierender Paralstonit vor.

## Bildung und Fundorte

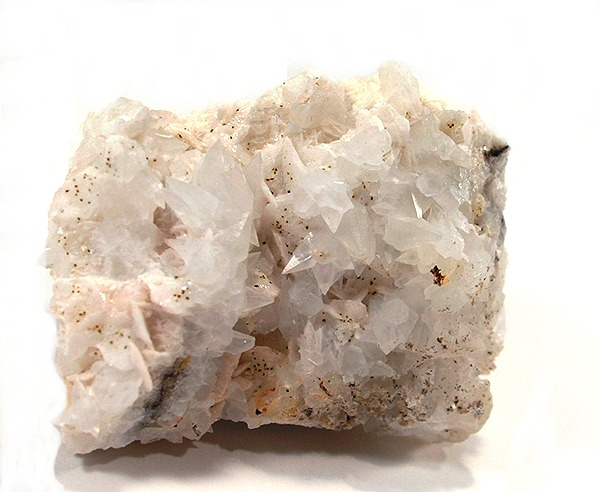
Alstonit aus Cumberland, Cumbria, England (Größe: 5,1 × 4,1 × 2,7 cm)

Alstonit bildet sich hydrothermal bei eher niedrigen Temperaturen in Blei-Zink-Lagerstätten, selten auch in Karbonatiten. Als Begleitminerale können unter anderem Ankerit, Baryt, Benstonit, Calcit, Galenit, Pyrit, Quarz, Siderit und Sphalerit auftreten.
Als seltene Mineralbildung konnte Alstonit nur an wenigen Fundorten nachgewiesen werden, wobei bisher (Stand 2022) rund 30 Fundorte dokumentiert sind. Neben seinen Typlokalitäten „Brownley Hill Mine“ im Kreis Alston Moor (Cumbria) und „Fallowfield Mine“ bei Acomb (Durham) trat das Mineral im Vereinigten Königreich noch in der Zeche „New Brancepeth“ im Deerness-Tal in der englischen Grafschaft County Durham sowie im Steinbruch „Dolyhir“ bei Wethel im Gebiet Powys und bei Llantrisant im Gebiet Rhondda Cynon Taf in Wales auf.
In Deutschland kennt man Alstonit bisher nur aus dem Bergbaugebiet Neubulach (Schwarzwald) in Baden-Württemberg und der bisher einzige bekannte Fundort in Österreich ist Arzberg in der Steiermark.
Weitere bekannte Fundorte sind unter anderem
- die Erzlagerstätte Rosebery auf der australischen Insel Tasmanien
- der Phosphat-Steinbruch bei Anitápolis im brasilianischen Bundesstaat Santa Catarina
- das Bergbaugebiet Bayan Kuang (Bayan Obo) in der Autonomen Region Innere Mongolei der Volksrepublik China
- der Karbonatit-Komplex „Qaqqaarsuk“ (Qaqarssuk) nahe der Ortschaft Maniitsoq in West-Grönland
- die Zink-Blei-Silber-Lagerstätte nahe der Bergbaustadt Rosh Pinah in Namibia
- die Chibinen und das Vuorijärvi-Massiv (Vuoriyarvi) auf der russischen Halbinsel Kola
- die Gemeinde Cave-in-Rock im Hardin County (Illinois) und die Green-River-Formation im Sweetwater County (Wyoming) in den Vereinigten Staaten (USA)